# 33463 Bettinagregg
33463 Bettinagregg este o planetă minoră (asteroid), cu un diametru de 2,905 km, din centura de asteroizi. A fost descoperită pe 19 martie 1999 la Experimental Test Site⁠(d) de Lincoln Near-Earth Asteroid Research. 
Obiectul prezintă o orbită caracterizată de o semiaxă mare de 2,3883725 UAi, o excentricitate de 0,14, o înclinație de 6,56594 ° în raport cu ecliptica.